# Мастер джаза Национального фонда искусств
Мастер джаза Национального фонда искусств (англ. NEA Jazz Masters) — ежегодная премия, присуждаемая джазовым музыкантам Национальным фондом искусств (NEA), независимым агентством федерального правительства США. Она была учреждена в 1982 году, и одновременно её могут получить не более семи музыкантов. Это самая почетная американская награда в области джаза, присуждаемая выдающимся артистам — как правило, в конце карьеры — за достижения в целом. В исключительных случаях награждаются джазовые деятели (промоутеры, продюсеры, публицисты), не являющиеся музыкантами. Вручение премии объявляется за год до её официального вручения.

## Список лауреатов

### 1980-е годы
- 1982: Рой Элдридж, Диззи Гиллеспи, Сан Ра
- 1983: Каунт Бейси, Кенни Кларк, Сонни Роллинз
- 1984: Орнетт Коулман, Майлз Дэвис, Макс Роуч
- 1985: Гил Эванс, Элла Фитцджеральд, Джо Джонс
- 1986: Бенни Картер, Декстер Гордон, Тедди Уилсон
- 1987: Клео Патра Браун, Мелба Листон, Джей Макшенн
- 1988: Арт Блэйки, Лайонел Хэмптон, Билли Тейлор
- 1989: Барри Харрис, Хэнк Джонс, Сара Воан

### 1990-е годы
- 1990: Джордж Расселл, Сесил Тэйлор, Джеральд Уилсон
- 1991: Дэнни Баркер, Бак Клейтон, Энди Кирк, Кларк Терри
- 1992: Бетти Картер, Дороти Донеган, Гарри «Свитс» Эдисон
- 1993: Милт Хинтон, Джон Хендрикс, Джо Уильямс
- 1994: Луи Беллсон, Ахмад Джамал, Кармен Макрей
- 1995: Рэй Браун, Рой Хейнс, Гораций Сильвер
- 1996: Томми Флэнаган, Бенни Голсон, Джей Джей Джонсон
- 1997: Билли Хиггинс, Милт Джексон, Анита О’Дэй
- 1998: Рон Картер, Джеймс Муди, Уэйн Шортер
- 1999: Дейв Брубек, Арт Фармер, Джо Хендерсон

### 2000-е годы
- 2000: Дэвид Бейкер, Дональд Бёрд, Мэриан Макпартлэнд
- 2001: Джон Льюис, Джеки Маклин, Рэнди Уэстон
- 2002: Фрэнк Фостер, Перси Хит, Маккой Тайнер
- 2003: Джимми Хит, Элвин Джонс, Эбби Линкольн
- 2004: Джим Холл, Чико Хэмилтон, Херби Хэнкок, Лютер Хендерсон, Нэт Хентофф, Нэнси Уилсон
- 2005: Кенни Баррелл, Пакито Д’Ривера, Слайд Хэмптон, Ширли Хорн, Арти Шоу, Джимми Смит, Джордж Вейн
- 2006: Рэй Барретто, Тони Беннетт, Боб Брукмейер, Чик Кориа, Бадди Дефранко, Фредди Хаббард, Джон Леви
- 2007: Тосико Акиёси, Кертис Фуллер, Рэмси Льюис, Дэн Моргенштерн, Джимми Скотт, Фрэнк Уэсс, Фил Вудс
- 2008: Кандидо Камеро, Эндрю Хилл, Куинси Джонс, Том Макинтош, Гюнтер Шуллер, Джо Уайлдер
- 2009: Джордж Бенсон, Джимми Кобб, Ли Кониц, Тутс Тилеманс, Руди Ван Гелдер, Снуки Янг

### 2010-е годы
- 2010: Мухал Ричард Абрамс, Джордж Авакян, Кенни Бэррон, Билл Холман, Бобби Хатчерсон, Юсеф Латиф, Энни Росс, Сидар Уолтон
- 2011: Хьюберт Лоусон, Дэвид Либман, Джонни Мэндел, Оррин Кипньюз и семья Марсалис (Эллис Марсалис-младший, Брэнфорд Марсалис, Уинтон Марсалис, Дельфейо Марсалис и Джейсон Марсалис)
- 2012: Джек Деджонетт, Фон Фриман, Чарли Хейден, Шейла Джордан, Джимми Оуэнс
- 2013: Моуз Эллисон, Лу Дональдсон, Лоррейн Гордон, Эдди Палмиери
- 2014: Джейми Эберсолд, Энтони Брэкстон, Ричард Дэвис, Кит Джарретт
- 2015: Карла Блей, Джордж Коулман, Чарльз Ллойд, Джо Сигал
- 2016: Гэри Бертон, Венди Оксенхорн, Фэроу Сандерс, Арчи Шепп
- 2017: Ди Ди Бриджуотер, Айра Гитлер, Дейв Холланд, Дик Хаймен, Лонни Смит
- 2018: Пэт Метени, Дайанн Ривз, Джоанн Брэкин, Тодд Баркан
- 2019: Боб Дороу, Абдулла Ибрагим, Мария Шнайдер, Стэнли Крауч

### 2020-е годы
- 2020: Дортаан Кирк, Бобби Макферрин, Роско Митчелл, Реджи Уоркман
- 2021: Терри Лайн Кэррингтон, Альберт «Тути» Хит, Фил Шаап, Генри Тредгилл
- 2022: Билли Харт, Дональд Харрисон, Стэнли Кларк, Кассандра Уилсон
- 2023: Реджина Картер, Кенни Гарретт, Луис Хейз, Сью Мингус

Данные взяты с официального сайта.